# Рамуш, Элдон
Элдон Аугушту Алмейда-Брэдли Рамуш (порт. Héldon Augusto Almeida-Bradley Ramos, также известный как Нук (порт. Nhuck); 14 ноября 1988, Эспаргуш, Кабо-Верде) — кабо-вердианский футболист, полузащитник саудовского «Аль-Таавуна». Игрок национальной сборной Кабо-Верде. Участник двух Кубков африканских наций.

## Карьера

### Клубная
Элдон Рамуш — воспитанник кабо-вердианского клуба «Батук». В 2006 году оказался в системе подготовки португальской «Академики». Год спустя полузащитник стал игроком клуба третьего дивизиона «Канисал». Летом 2008 года Рамуш перешёл в клуб «Фатима». По итогам сезона 2008/09 футболист забил 10 голов в 30 сыгранных матчах, а его клуб вышел во второй дивизион. 16 августа 2009 года хавбек дебютировал во втором дивизионе. Он целиком отыграл матч против «Санта-Клары».
Единственный гол в сезоне футболист забил 14 марта 2010 года в ворота «Пенафиела».
С 2010 по 2014 год Элдон Рамуш защищал цвета клуба Лиги Сагриш «Маритиму». Сыграл первый матч за команду 7 ноября 2010 года в матче чемпионата Португалии против «Лейрии».
Две недели спустя хавбек забил первый гол за «Маритиму», поразив ворота «Витории» в матче четвёртого раунда кубка Португалии.
В сезоне 2012/2013 Рамуш выступал в Лиге Европы. Он дебютировал в турнире в матче квалификационного раунда против греческого «Астераса» и в дальнейшем сыграл в турнире ещё 8 матчей, в которых забил 2 гола.
Всего до перехода в лиссабонский «Спортинг» в январе 2014 года полузащитник провёл за «Маритиму» в различных турнирах 110 матчей, в которых забил 21 гол. Был отдан в аренду в футбольный клуб «Риу Аве», за который сыграл 18 матчей и забил 3 мяча.

### В сборной
Элдон Рамуш выступает за сборную Кабо-Верде с 2008 года. Впервые сыграл за команду 11 октября 2008 года в матче отборочного турнира к чемпионату мира 2010 со сборной Танзании. В товарищеском матче с Мальтой, сыгранном 4 сентября 2009 года, нападающий забил первый в карьере гол за национальную сборную.
В 2013 году форвард попал в заявку команды на Кубок африканских наций. На турнире футболист принял участие во всех четырёх матчах своей сборной и в добавленное время решающей встречи группового раунда с Анголой забил победный гол.
В 2015 году поехал на свой 2-й Кубок африканских наций, который проходил на полях Экваториальной Гвинеи. На турнире сборная Кабо-Верде не смогла преодолеть групповой этап.